# Baba Anujka
Ana di Pištonja, née Drakšin ou Draxin, plus célèbre en tant que Baba Anujka, en serbe : Баба Анујка, est une tueuse en série, originaire du village de Vladimirovac, en Roumanie puis au Royaume de Yougoslavie, dans l'actuelle Serbie. Elle aurait empoisonné au moins 50 personnes et peut-être jusqu'à 150 personnes, à la fin du XIXe siècle et au début du XXe siècle. Elle est appréhendée en juin 1928, à l'âge de 90 ans et condamnée à 15 ans de prison en 1929, en tant que complice de deux meurtres. Elle est libérée, en raison de sa vieillesse, après avoir passé huit ans en prison.

## Jeunesse et mariage
Les données sur la jeunesse d'Anujka sont rares et peu fiables. Selon certaines sources, elle serait née en 1838, en Roumanie (bien qu’elle prétendait être née en 1836), fille d'un riche éleveur de bétail. Elle s'installerait à Vladimirovac, dans la province frontalière militaire de Banat, de l'Empire austro-hongrois, vers 1849. Elle fréquenta une école privée à Pančevo avec des enfants de familles riches, puis vécut dans la maison de son père. Elle serait devenue misanthrope à 20 ans après avoir été séduite par un jeune officier militaire autrichien ; elle contracta la syphilis à cause de lui avant qu'il ne la laisse le cœur brisé. Par la suite, elle chercha à s'isoler et commença à s'intéresser à la médecine et à la chimie. Elle parlait cinq langues,. Elle épousa ensuite un propriétaire terrien nommé Pistov ou di Pištonja, avec qui elle eut 11 enfants, dont un seul survécut jusqu'à l'âge adulte,. Son mari était beaucoup plus âgé qu'elle et décéda après 20 ans de mariage. Elle continua ses études de chimie après sa mort,.